# Chosen Jacobs
Chosen Jacobs (Springfield, Massachusetts; 1 de julio de 2001) es un actor, músico y cantante estadounidense, conocido por su rol recurrente como Will Grover en la serie de televisión de la CBS Hawaii Five-0 y por interpretar a Mike Hanlon en la película It de 2017.

## Filmografía

### Cine
| Año  | Título           | Rol         | Notas        |
| ---- | ---------------- | ----------- | ------------ |
| 2016 | Hooky            | Bradley     |              |
| 2016 | Remnants         | George      | Cortometraje |
| 2017 | Cops and Robbers | Michael     |              |
| 2017 | It               | Mike Hanlon |              |
| 2019 | It Capítulo Dos  | Mike Hanlon |              |
| 2022 | Sneakerella      | El          |              |
| 2022 | Purple Hearts    | Frankie     |              |

### Televisión
| Año       | Título                      | Rol              | Notas                     |
| --------- | --------------------------- | ---------------- | ------------------------- |
| 2016–2018 | Hawaii Five-0               | Will Grover      | 7 episodios               |
| 2018      | American Woman              | William          | Episodio: "The Heat Wave" |
| 2018      | Castle Rock                 | Wendell Deaver   | 4 episodios               |
| 2020      | God Friended Me             | Zack Waller      | 4 episodios               |
| 2020      | When the Streetlights Go On | Charlie Chambers | Elenco principal          |

## Premios
| Año  | Premio                           | Categoría                                        | Trabajo nominado | Resultado | Ref. |
| ---- | -------------------------------- | ------------------------------------------------ | ---------------- | --------- | ---- |
| 2018 | MTV Movie & TV Awards            | Mejor dúo en pantalla (compartido con el elenco) | It               | Ganador   |      |
| 2019 | Premios del Sindicato de Actores | Mejor guion original                             | Castle Rock      | Ganador   |      |